# Eriborus shenyangensis
Eriborus shenyangensis là một loài tò vò trong họ Ichneumonidae.